# GeoTIFF
GeoTIFF – otwarty format metadanych, pierwotnie opracowany przez dr. Nilesa Rittera, umożliwiający dodawanie informacji georeferencyjnych i geokodujących do plików w formacie TIFF. Dodawane dane mogą zawierać współrzędne geograficzne, parametry układu odniesienia, informacje o odwzorowaniu oraz inne, będące przydatne w analizie pliku. 
Format jest w pełni kompatybilny z formatem TIFF 6.0 i w żaden sposób nie ogranicza możliwości jego obsługi - programy niepotrafiące rozpoznać tagów GeoTiff po prostu  ignorują informacje o georeferencji i geokodowaniu.